# Siracusaville
Siracusaville est une census-designated place de la paroisse de Sainte-Marie, en Louisiane, aux États-Unis. 